# Remojadas

Archäologische Stätten in Veracruz

Remojadas ist die Bezeichnung einer präkolumbischen Ausgrabungsstätte im mexikanischen Bundesstaat Veracruz. Sie ist vor allem bekannt durch die dort zahlreich gefundenen hohlen Keramikfigürchen.

## Lage
Die Ausgrabungsstätte Remojadas befindet sich etwa 60 km südlich der Stadt Veracruz und ist nur ca. 25 km in nordwestlicher Richtung von der Fundstätte Cerro de las Mesas entfernt; die Entfernung zur Küste des Golfs von Mexiko beträgt nur etwa 30 km (Luftlinie).

## Geschichte

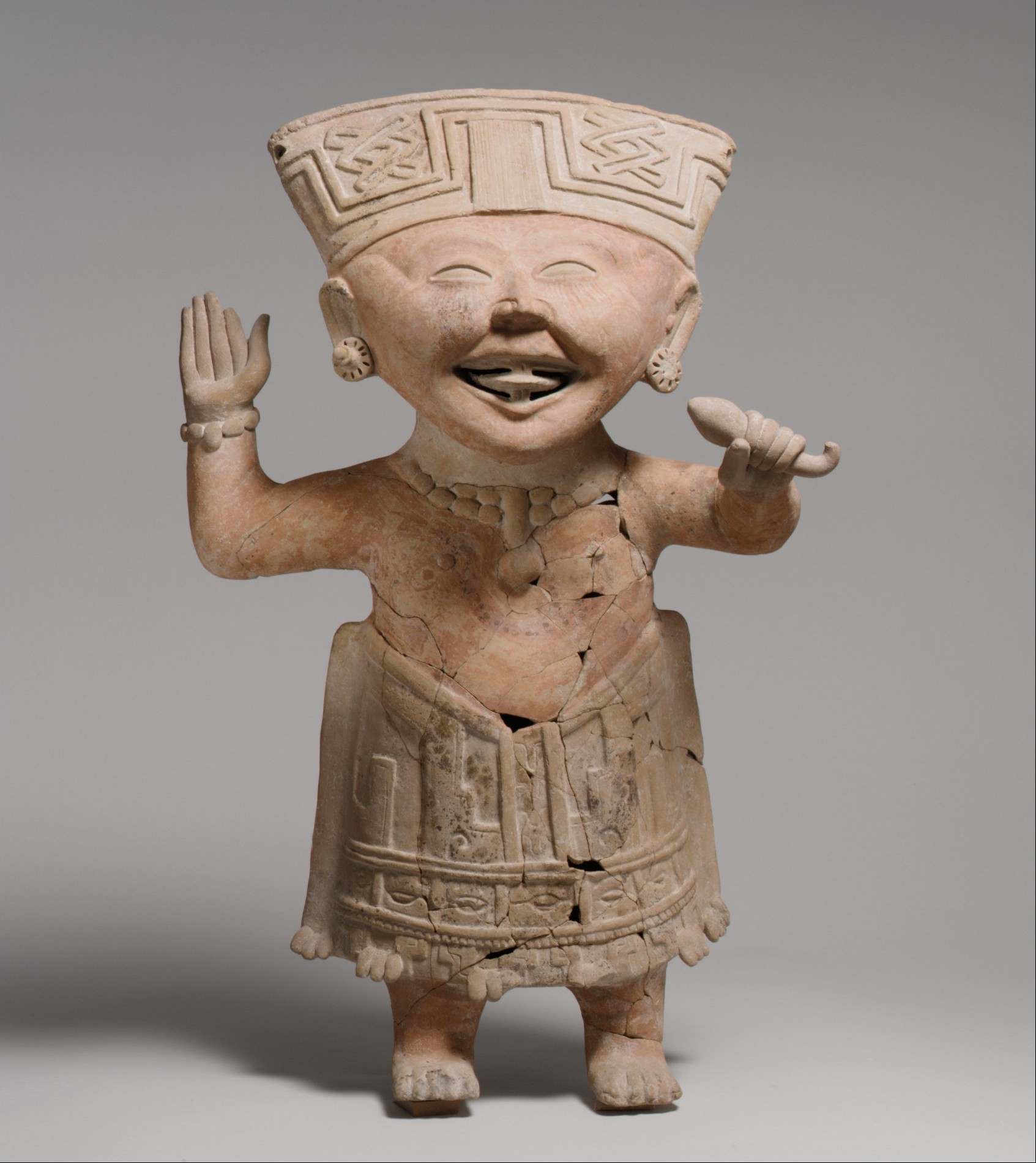
Sog. Smiling Figure

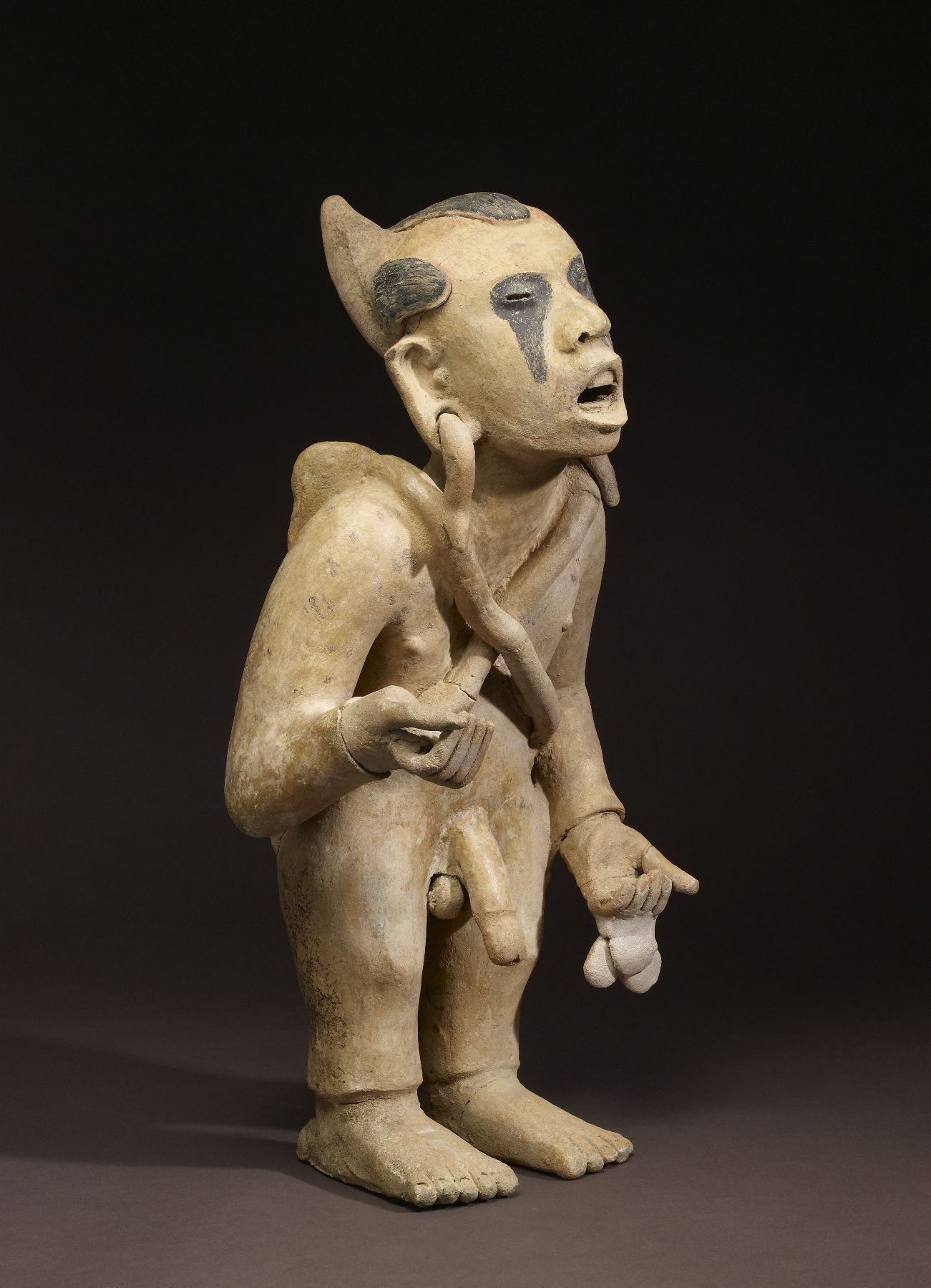
Frühlingsgott Xipe Totec

Die Stätte ist wahrscheinlich schon lange besiedelt. Die meisten Archäologen sind jedoch der Auffassung, dass die – möglicherweise unter Maya-Einfluss (siehe Jaina (Nekropole)) stehende – Blütezeit der Remojadas-Kultur etwa in der Zeit zwischen 100 und 800 n. Chr. lag. Erst in den Jahren 1949/50 fanden Ausgrabungen statt.

## Funde
Die Remojadas-Fundstätte ist vor allem bekannt für ihre Keramikfunde, unter denen die sogenannten Smiling Figures („lächelnde Figuren“) besonders herausragen, da ansonsten in den Kulturen Mesoamerikas der Darstellung von Emotionen nur wenig Platz eingeräumt wird. Einige Forscher sehen einen Zusammenhang mit halluzinogenen Drogen. Es wurden aber auch kleine Götter- und Tierfigürchen gefunden, wobei einige Tierfiguren Räder haben. Häufig sind Figürchen mit abgeschliffenen Zähnen; nur wenige sind unbekleidet.

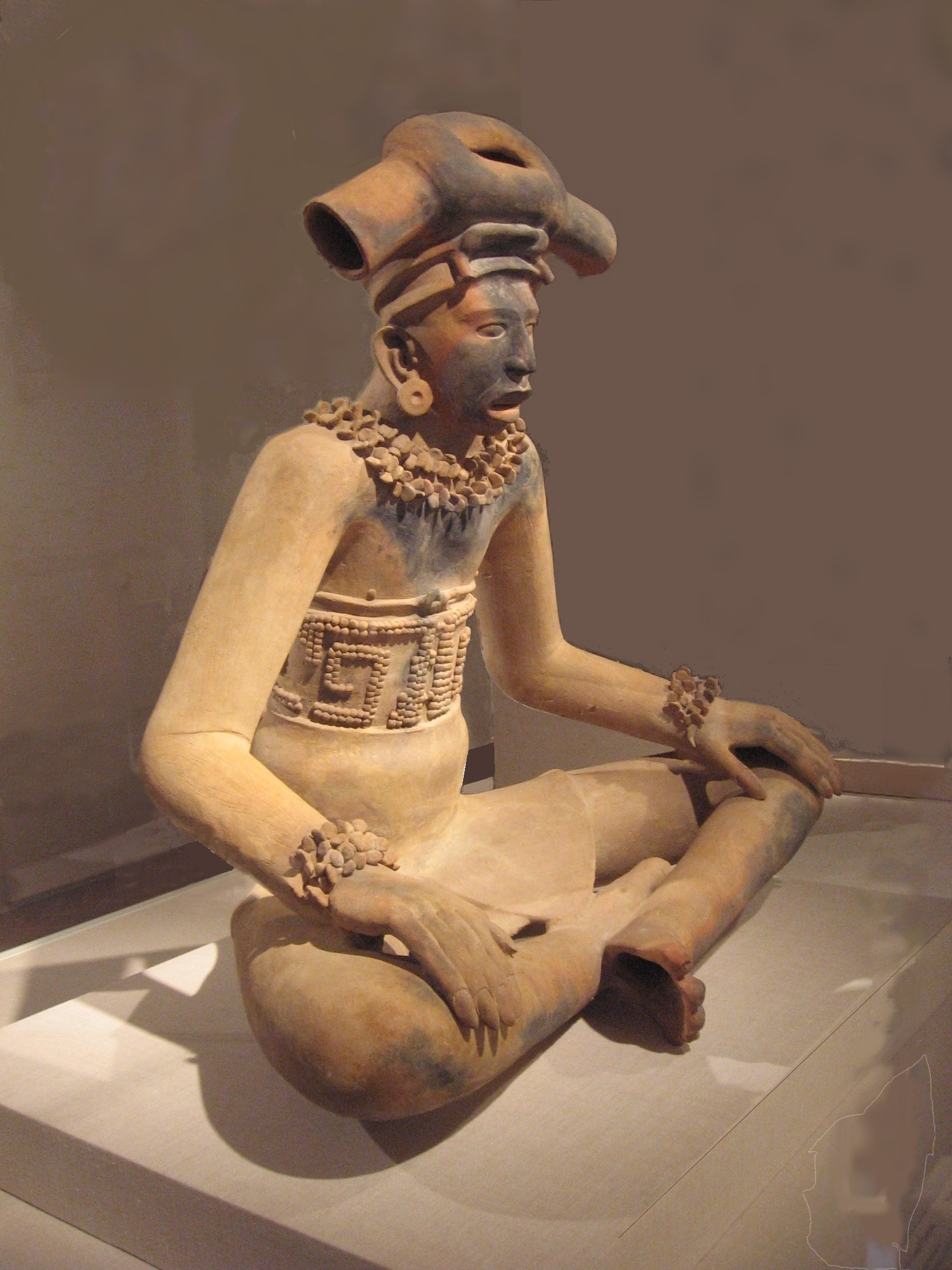
Häuptling
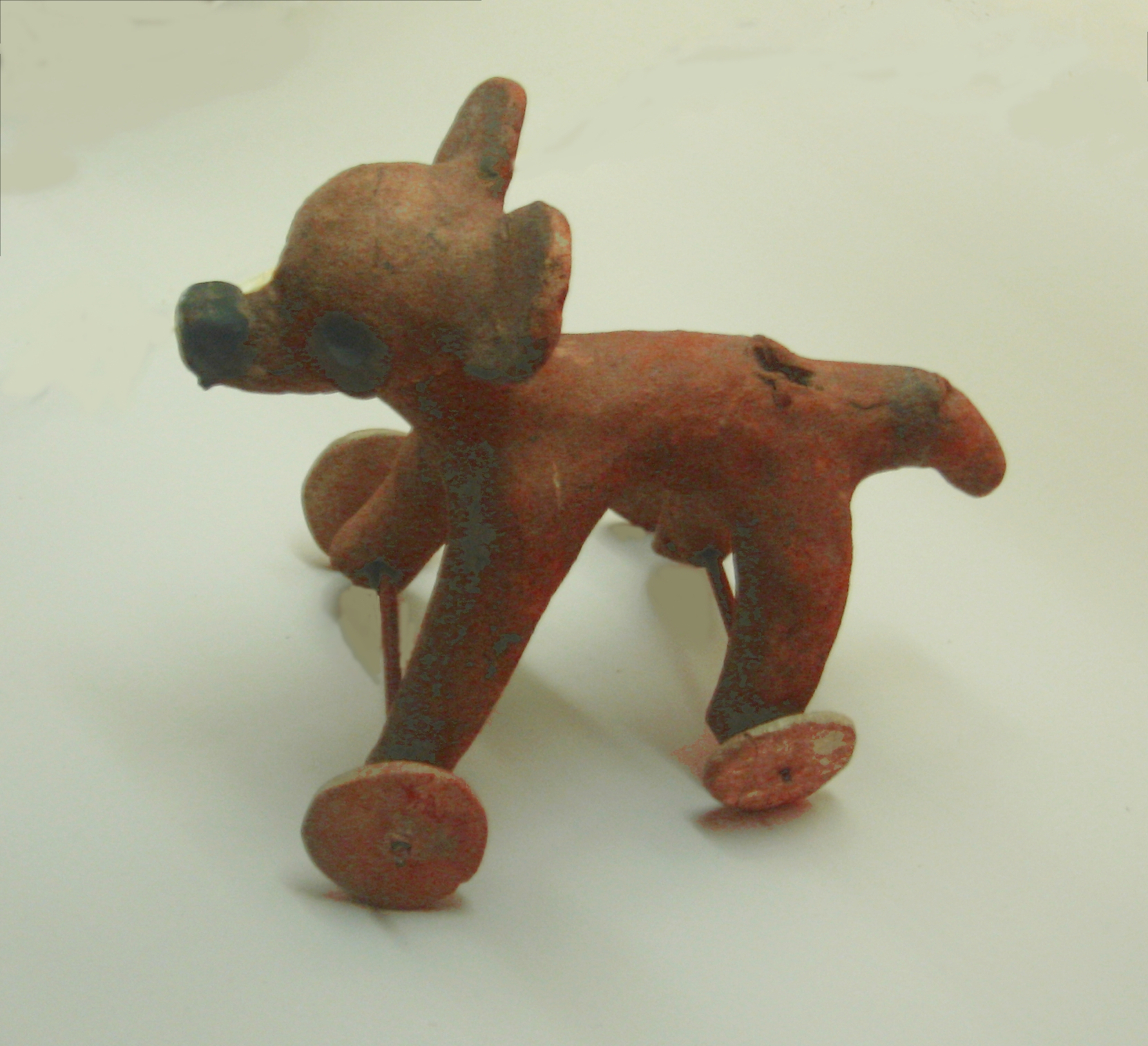
Hund(?) auf Rädern
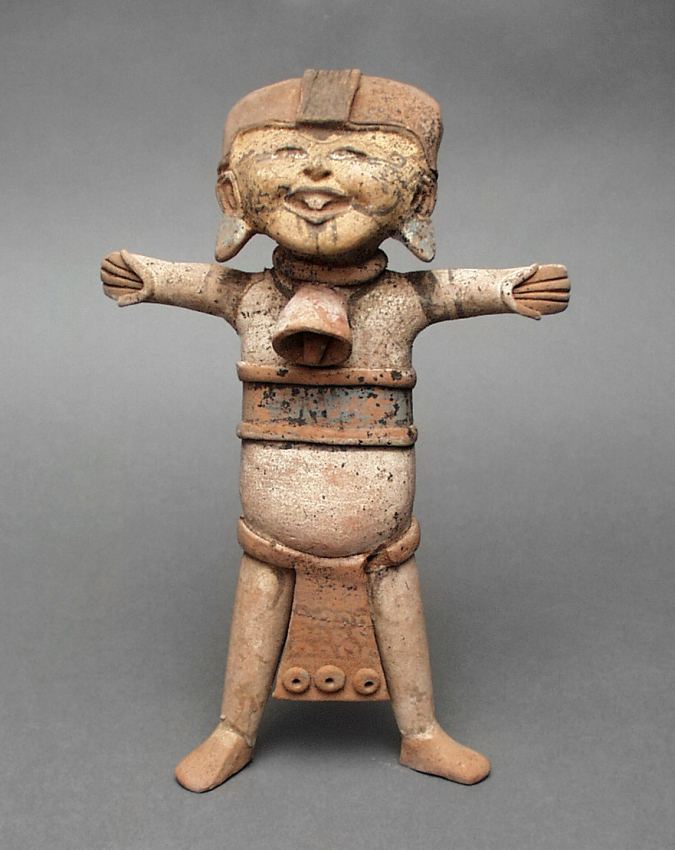
Stehende Figur
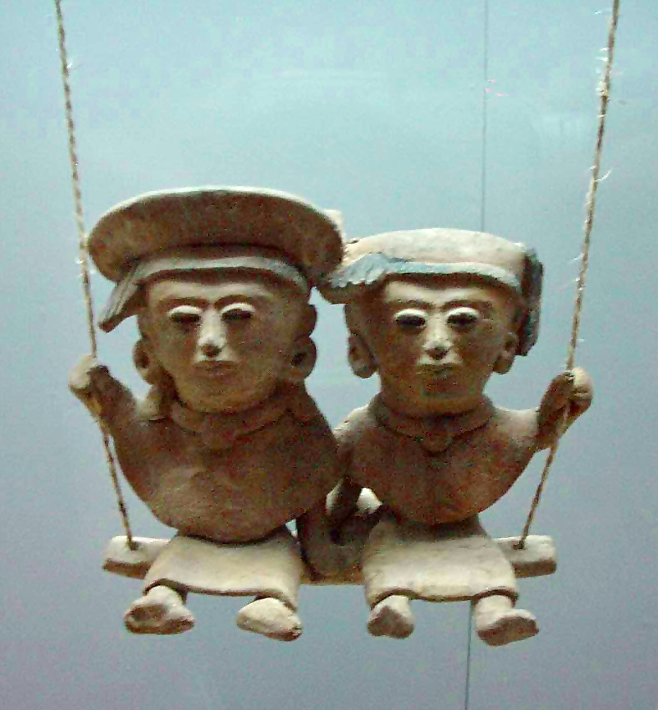
Schaukelnde Figuren

## Museen
Die meisten Remojadas-Figürchen befinden sich in den großen Museen Mexikos und der USA; einige wenige gehören zu Privatsammlungen. An Ort und Stelle ist so gut wie nichts zu sehen. Weitere Ausgrabungen sind geplant.